# Books
Pour les articles homonymes, voir Book.
Books (« L'actualité à la lumière des livres ») est un magazine mensuel français, consacré à l'actualité et à la littérature. Fondé en 2008, le magazine cesse de sortir après février 2023.

## Histoire
Books est fondé en décembre 2008 par Olivier Postel-Vinay. Le magazine suspend son activité de novembre 2020 à mars 2021 après 112 numéros. La revue est relancée en avril 2021, partiellement reprise par le groupe Actissia puis s'arrête avec le numéro de janvier-février 2023. 
Sa particularité est de partir des livres d'où son nom (anglais) en proposant des articles le plus souvent traduits d'autres revues internationales, littéraires ou scientifiques. Depuis le printemps 2015, c'est aussi une infolettre gratuite, la Booksletter, et une maison d'éditions, Books Éditions.
Le directeur de la publication est Olivier Postel-Vinay. L’entreprise est la SAS Books, une entreprise indépendante, fondée par le même Olivier Postel-Vinay, qui la contrôle. La SAS Books déclare n’être liée à aucun groupe de presse, industriel ou financier. Son siège se trouve dans le 11e arrondissement de Paris.

## Ligne éditoriale
Books a pour ambition d'analyser l'actualité au sens le plus large à travers les livres qui paraissent dans le monde. L'actualité traitée « brasse tous les sujets, qu'ils concernent la politique, l'économie, les arts, les sciences ou la vie quotidienne. »

## Application
Depuis 2011, la revue s'accompagne d'une application pour iOS.

## Maison d'édition
En mai 2012, Books se lance dans l'édition et fonde Books Éditions, qui publient des traductions « d'ouvrages de fiction, best-sellers dans leur pays d’origine et qui mettent en scène des personnages contemporains. »